# Federação Salvadorenha de Voleibol
A Federação Salvadorenha de Voleibol  (em espanholːFederacion Salvadoreña de Voleibol,FSV) é  uma organização fundada em 1964 que governa a pratica de voleibol na Dominica, sendo membro da Federação Internacional de Voleibol e da Confederação da América do Norte, Central e Caribe de Voleibol, a entidade é responsável por  organizar  os campeonatos nacionais de  voleibol masculino e feminino no país.